# Yên Bái (Stadt)
Yên Bái ist die Hauptstadt der Provinz Yên Bái in Vietnam. Sie befindet sich im Norden des Landes. Die Provinzstadt Yên Bái hatte 2019 eine Einwohnerzahl von 100.631. In der eigentlichen Stadt leben davon 75.822. Die Stadt verfügt seit 2002 über das Stadtrecht und besitzt den Status einer Provinzstadt der 3. Klasse.

## Geschichte
1930 begann in der Stadt die Meuterei von Yên Bái, bei der sich vietnamesische Kolonialsoldaten gegen die französischen Kolonialherren erhoben. Der Aufstand wurde schließlich niedergeschlagen.

## Galerie

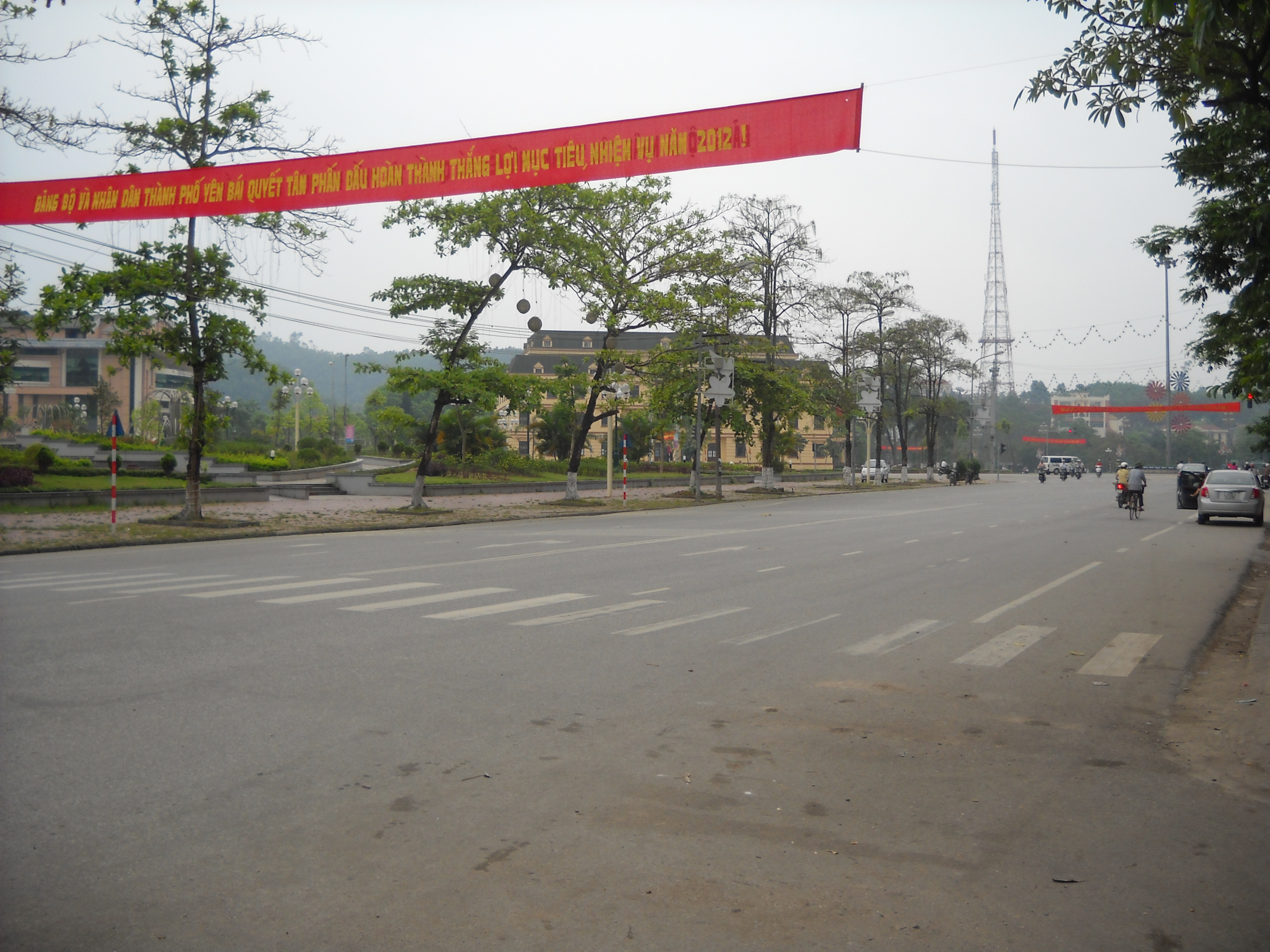